# Sheppardia cyornithopsis
Sheppardia cyornithopsis là một loài chim trong họ Muscicapidae.